# The Barry Sisters
Le The Barry Sisters sono state un duo di cantanti jazz statunitensi, attive tra gli anni quaranta e gli anni settanta.
Il duo era composto da Minnie Bagelman (6 aprile 1923 – 31 ottobre 1976) e Clara Bagelman (17 ottobre 1920 – 22 novembre 2014), note rispettivamente con lo pseudonimo Merna e Claire Barry.

## Discografia
- The Barry Sisters (10", Album); 1951 Banner Records LP
- The Barry Sisters; Banner Records BAS-1009
- The Barry Sisters Sing…; 1957 Cadence
- At Home with the Barry Sisters; 1959 Roulette
- Side by Side; 1961 Roulette
- We Belong Together; 1961 Roulette
- Shalom; 1961 Roulette
- The Barry Sisters in Israel (live); 1963 Roulette
- The World of the Barry Sisters: Memorable Jewish Melodies; Roulette
- The Barry Sisters Sing Fiddler On The Roof; 1964 ABC-Paramount
- Something Spanish; ABC-Paramount
- A Time To Remember; 1966 ABC-Paramount
- The Best Of The Barry Sisters; 1966 Roulette
- Jewish Favourites; 1969 Saga Eros
- Our Way (Tahka-Tahka); 1973 Roulette/Mainstream/Red Lion
- Moishe Oysher With The Barry Sisters - A Gala Concert With Moishe Oysher And The Barry Sisters. Volume 2 (2xLP, Album); 1973 The Greater Recording Co.